# Oussama Assaad
Oussama Assaad (ur. 2 lutego 1999) – marokański zapaśnik walczący w obu stylach. Olimpijczyk z Paryża 2024, gdzie zajął piętnaste miejsce w kategorii do 130 kg.
Złoty medalista mistrzostw Afryki w 2025 i brązowy w 2022 roku.